# 1957年の航空
< 1957年
1956年の航空 - 1957年の航空 - 1958年の航空

## 航空に関する出来事
- 1957年 - エクアドルの航空会社、エクアトリアナ航空が設立した。
- 1月18日 - 3機のアメリカ空軍のボーイング B-52 ストラトフォートレスが無着陸世界一周飛行に成功した。45時間19分の飛行で、平均速度は859 km/hであった。
- 3月4日〜15日 - アメリカ海軍の飛行船、グッドイヤーZPGがジャック・ハント機長の指揮でマサチューセッツ州サウスウェスト基地からフロリダ州キーウェストまで15,205kmを飛行し、滞空時間264時間12分の記録を樹立した。
- 3月11日 - フライング・タイガー航空のロッキード スーパーコンストレーションがニュージャージー州のNewarkからカリフォルニア州まで18,937 kgの貨物を運び、商用機の積載量の記録となった。
- 4月6日 - 破産したギリシャの国営航空T.A.E.を造船王オナシスが再生し、オリンピック航空を設立した。

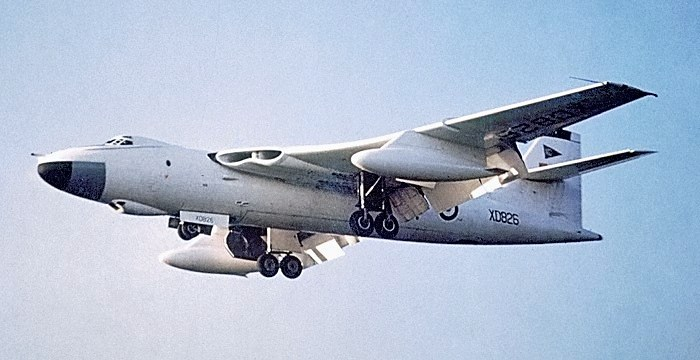
ビッカース ヴァリアント

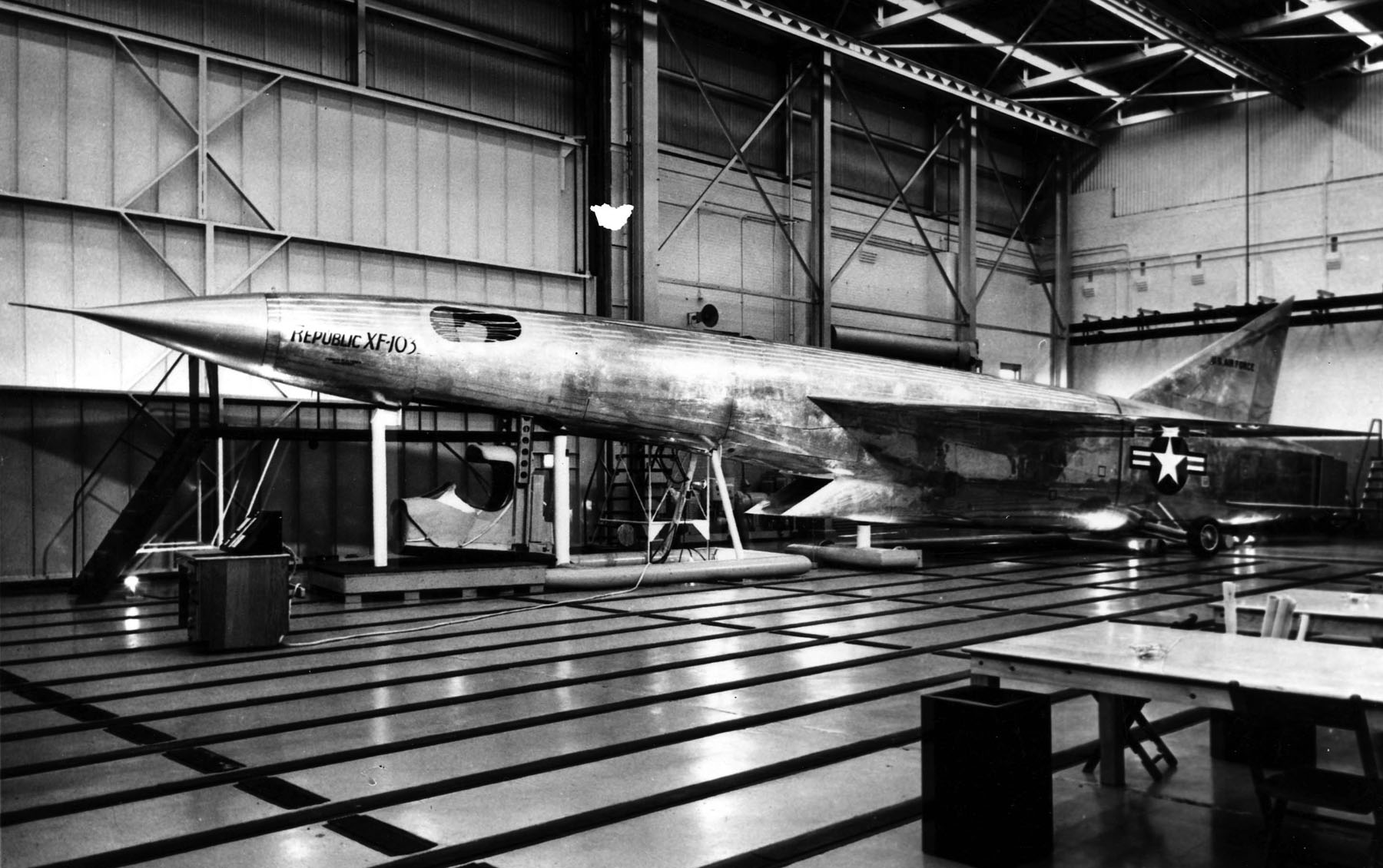
XF-103のモックアップ

- 5月15日 - イギリス空軍のビッカース ヴァリアントが水素爆弾の投下実験を行う。
- 5月16日 - ジェットエンジンとロケットエンジンを搭載した混合動力の戦闘機、サンダース・ロー SR.53が初飛行した。
- 6月2日 - ジョゼフ・キッティンジャーが、気球による高度記録、29,250 mを樹立した。（プロジェクト・マンハイ）
- 7月19日 - アメリカ空軍の戦闘機、ノースロップ F-89Jによって核弾頭付き無誘導空対空ロケット、MB-1 'Ding Dong' の発射実験を行った。
- 8月1日 - アメリカ合衆国とカナダによって北アメリカ航空宇宙防衛司令部（NORAD）が造られた。
- 8月19日〜20日 - ディビッド・シモンズが、気球による高度記録 30,942 mを樹立した。
- 8月21日 - マッハ 3級の戦闘機 XF-103の開発計画が中止された。
- 8月28日 - 補助ロケットを取り付けたイングリッシュ・エレクトリック キャンベラが21,430 mの世界高度記録を樹立した。
- 9月30日 - エア・オーストリアとオーストリア・エアウェイズが合併し、オーストリア航空 （Austrian Airlines）が設立された。
- 10月4日 - ソビエトの人工衛星、スプートニク1号が打ち上げられた。
- 10月4日 - カナダの超音速戦闘機、アブロ アブロ・カナダ CF-105がトロントのモールトン工場からでロールアウトした。
- 12月10日  - イタリアの練習機、攻撃機アエルマッキ MB-326が初飛行した。
- 12月12日 - F-101 ブードゥーの改造機で、エイドリアン・デューが1,942 km/hの速度記録を樹立した。

## 1957年に初飛行した機体の画像

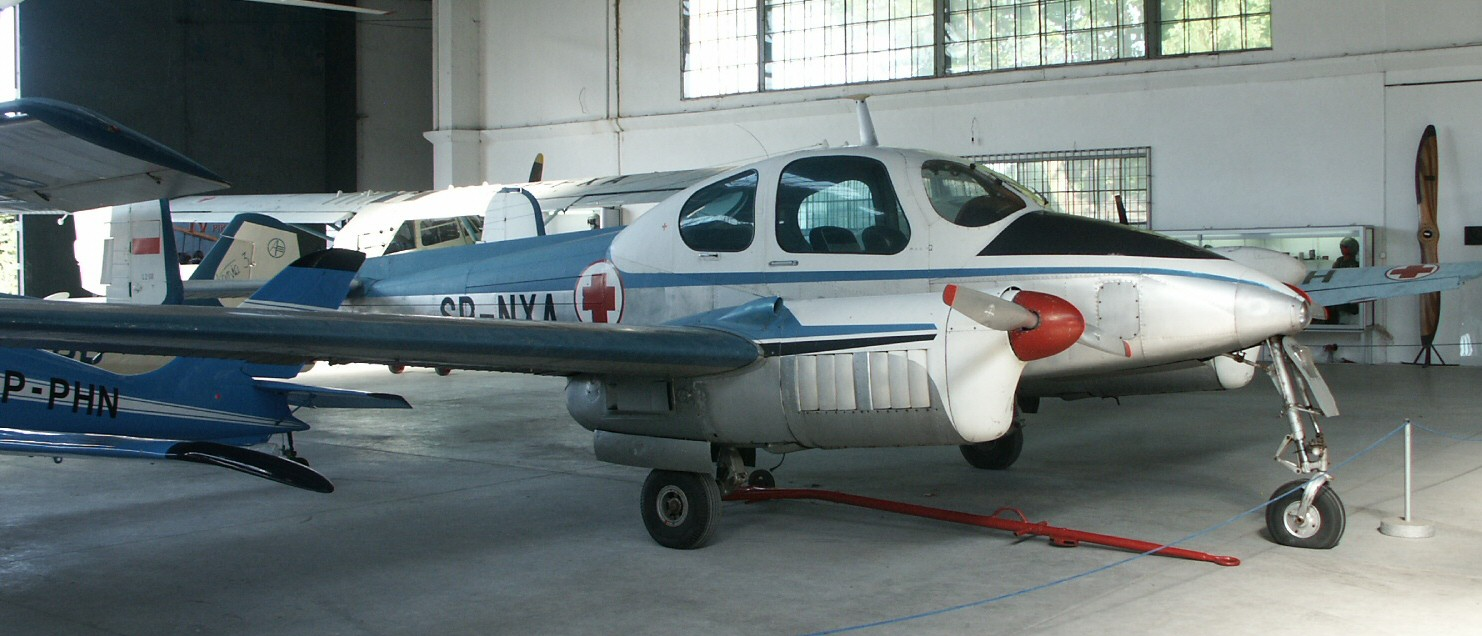
Let L-200 （4月9日）
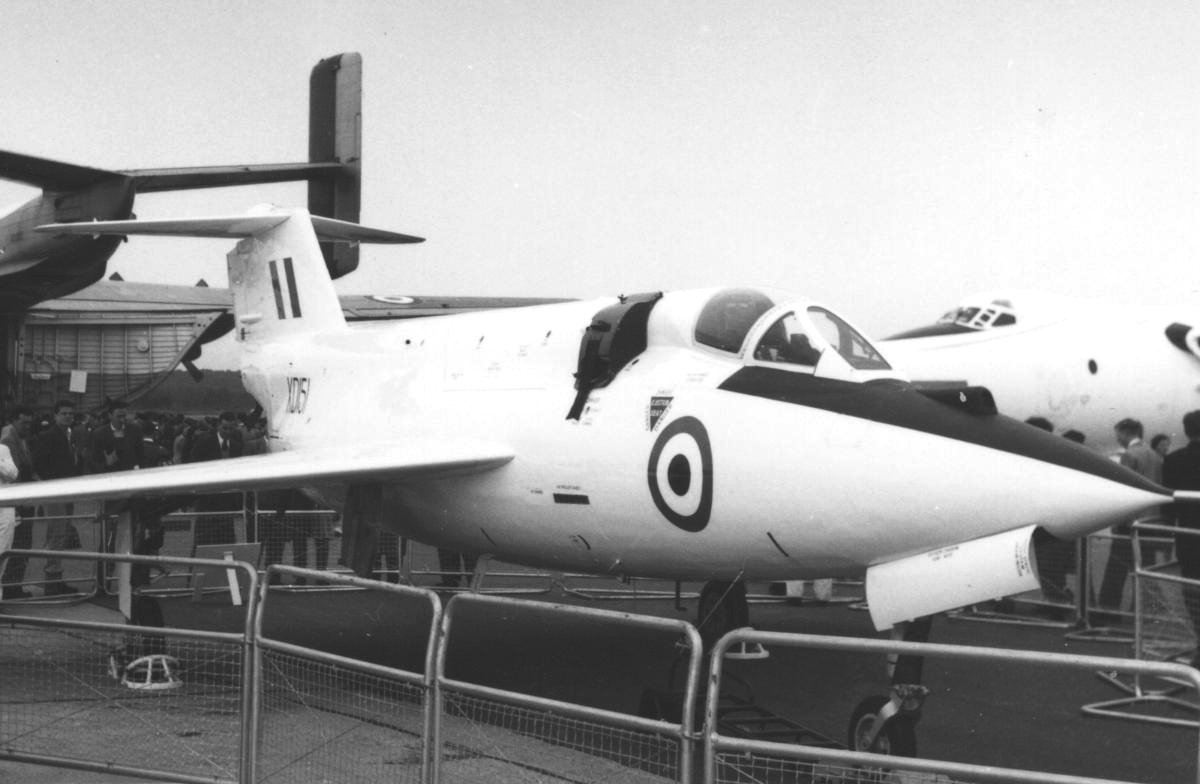
サンダース・ロー SR.53 （5月16日）
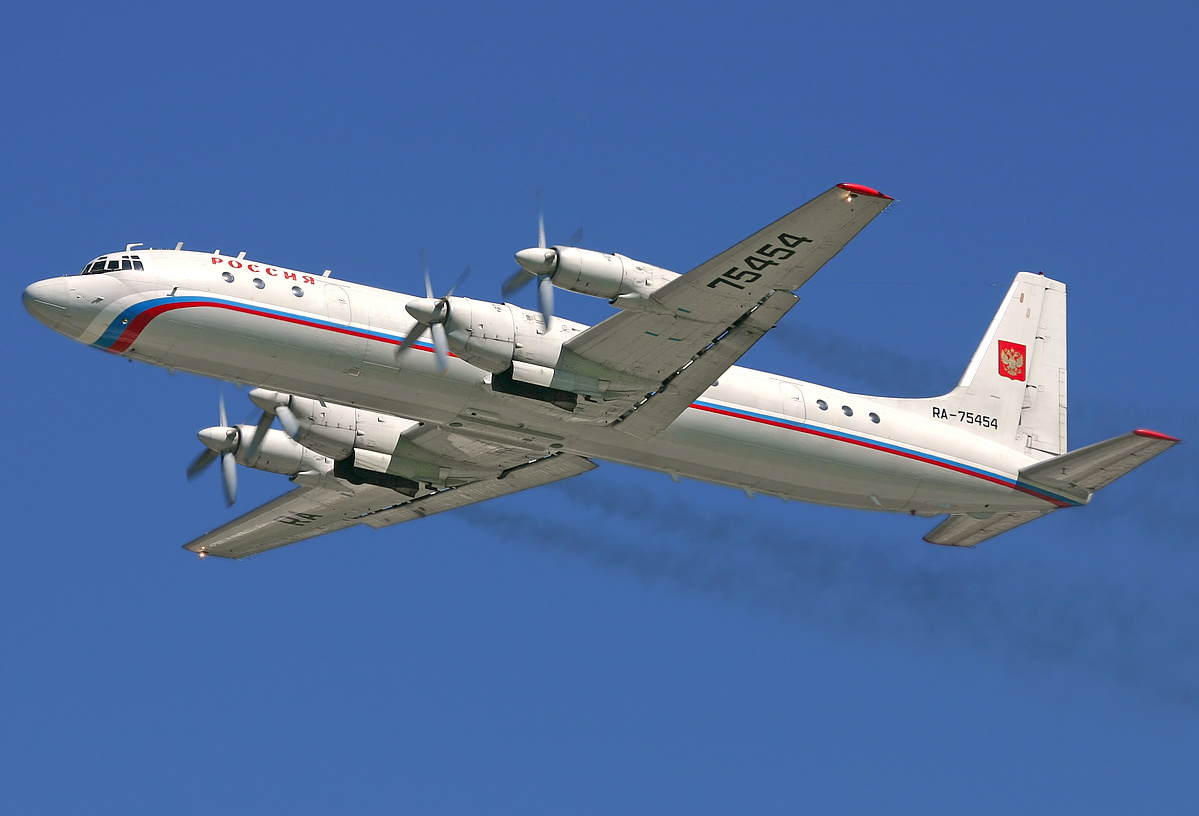
Il-18 （7月4日）
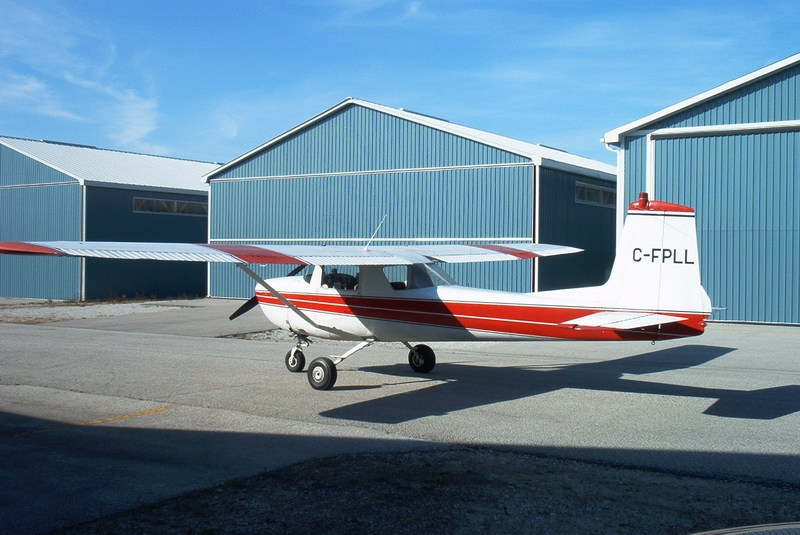
セスナ 150 （9月12日）

## 航空に関する賞の受賞者
- ハーモン・トロフィー： カーチス・ルメイ 、ジャック・R・ハント
- FAI・ゴールド・エア・メダル：ディビッド・シモンズ
- デラボー賞： ディビッド・シモンズ